# Dirigent

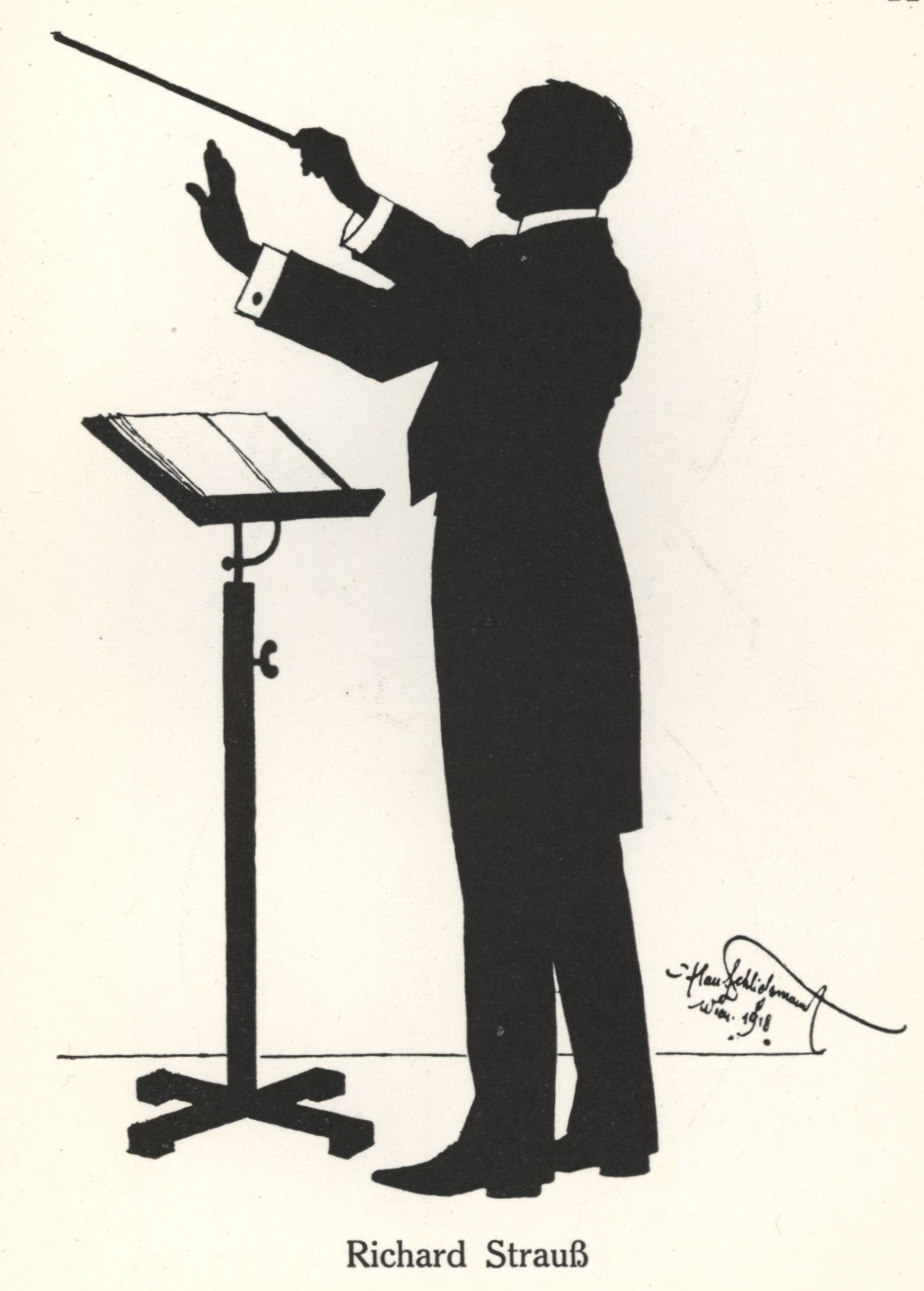
Richard Strauss als Dirigent

Der Dirigent (von lateinisch dirigere ‚ausrichten‘, ‚leiten‘) leitet ein musizierendes Ensemble wie Chor oder Orchester durch Dirigieren.

## Ältere Bezeichnungen
„Direttore della Musica (ital.) Directeur de la Musique (gall.) Director Musices (lat.) der die Music aufführet und anordnet.“

Johann Mattheson schreibt 1739 in seinem Buch Der vollkommene Capellmeister von einem „Musik-Regenten“. Johann Joachim Quantz bezeichnet 1789 in seinem Versuch den Orchesterleiter als „Anführer der Musik“.

## Funktion
Der Dirigent erarbeitet mit den Orchester- oder Chormusikern das Werk und bringt es zur Aufführung. Hierzu übernimmt er insbesondere folgende Aufgaben:
1. Technische und künstlerische Koordination der mitwirkenden Musiker: Beim Dirigieren gibt er die für die Musiker verbindlichen Tempi an (siehe Schlagfigur) und gestaltet den musikalischen Ausdruck (vgl. Vortragsbezeichnung).
2. Interpretatorische Gestaltungshoheit: Nach dem Konzept des Dirigenten soll das Werk erarbeitet und aufgeführt werden.
3. Musikauswahl und Bestimmung des Repertoires. Als Künstlerischer Leiter übernimmt er die Stückauswahl und ist für den Ablauf des Übungs- bzw. Probenbetriebes verantwortlich. Bei kleineren Orchestern übernimmt der Dirigent oft auch die Planung der Auftritte („Tournee“) des Orchesters bzw. wird entsprechend mit einbezogen. Er berücksichtigt dann die Akustik des Spielortes und die evtl. benötigte Tontechnik, um ein optimales Klangbild zu erreichen.

Der Dirigent vereint und konzentriert in seiner Person die Macht und (im Idealfall) auch die künstlerische Kompetenz der musikalischen Gestaltungshoheit. Er ist das „Nadelöhr“ zwischen dem ausübenden Musiker und dem, was als musikalisches Produkt zu hören ist. Gemeinsames Musizieren funktioniert hier nicht mehr über dezentrale Kommunikationsstrukturen unter den Musikern, sondern durch „Unterordnung“. Aufgrund dieser Kompetenzen entwickelte der Dirigent eine starke soziale Stellung, die die herausragende Prominenz späterer Stardirigenten möglich machte.
Der Dirigent ist im professionellen Bereich nicht für die Einstudierung der individuellen Partien verantwortlich. Diese Aufgabe übernimmt jedes Orchestermitglied für sich selbst. Choristen werden im Regelfall durch ihren Chorleiter einstudiert, Solosänger haben am Theater oder in Opernschulen einen Korrepetitor.

## Geschichte

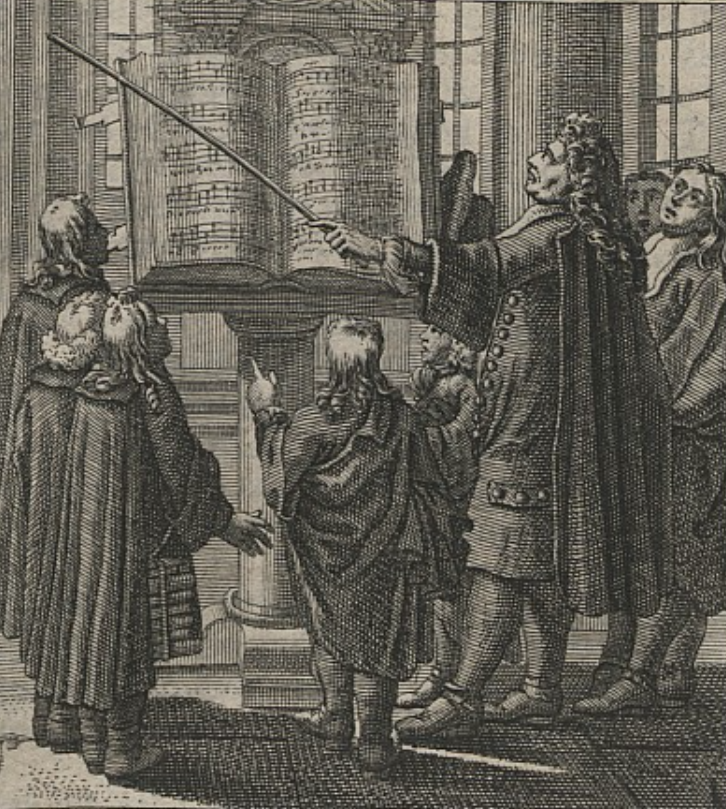
Kantor mit Stab 1698

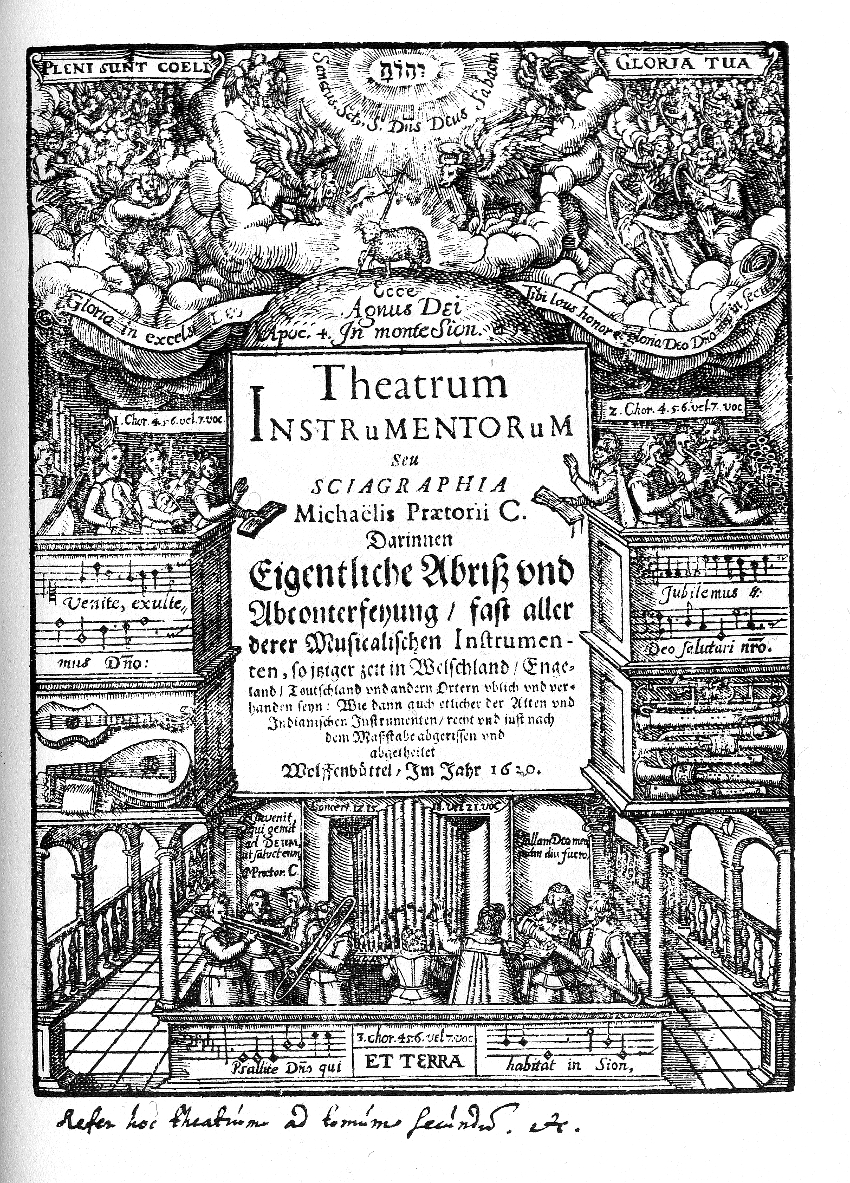
Mehrchöriges Werk bei Praetorius mit Sängern als Subdirigenten

Bis in das 18. Jahrhundert wurden Ensembles meist von einem der aktiven Musiker geleitet (der oft auch der Komponist des aufgeführten Werkes war). Im 17. und 18. Jahrhundert, dem Generalbasszeitalter, wurde üblicherweise vom Cembalo oder von einer Violine aus die Leitung übernommen. In einer höfischen Kapelle war das die Funktion des „Konzertmeisters“, der sich oft mit dem Kapellmeister in der Einstudierung oder bei der Aufführung ablöste. Ein Beispiel, wie solcherart Orchesterleitung funktionierte, ist anhand der Geschichte der Dresdener Hofkapelle unter deren Konzertmeister Johann Georg Pisendel beschrieben. In besonderen Fällen trat der Leiter vor das Ensemble, zum Beispiel oft bei der Oper. Auf historischen Bildern ist er manchmal mit einer Notenrolle dirigierend dargestellt.
Den Dirigenten in Funktion und Gestalt oder auch als Berufsbezeichnung, wie man ihn heute kennt, gibt es erst seit Anfang des 19. Jahrhunderts. Als erster Dirigent im heutigen Sinn gilt Felix Mendelssohn Bartholdy seit seiner Leitung des Gewandhausorchesters in Leipzig. Zunehmend größer werdende Chöre und Orchester machten die Leitung vom Instrument aus unmöglich. Bis zum 20. Jahrhundert wurden die meisten großen Orchester noch von Kapellmeistern dirigiert, die routinemäßig eigene Kompositionen und Musikbearbeitungen für ihr Ensemble erstellten.
Die „Interpretationsmacht“ des Dirigenten ergab sich ähnlich wie die des Theater-Regisseurs erst im ausgehenden 19. Jahrhundert. Sie hat damit zu tun, dass sich das Repertoire stilistisch zunehmend verbreiterte und auch bei großen Besetzungen Wert auf eine individuelle Interpretation gelegt wurde. Die Vorstellung des gründerzeitlichen Vorgesetzten, der hochgeachtet wird, auch wenn er bloß ein Ausführender ist, blieb auch im 20. Jahrhundert mit dem Dirigentenberuf verbunden.
Mit den Fragen zur Leitung von Chören und Orchestern beschäftigen sich in früherer Zeit schon Michael Praetorius in seinem Syntagma musicum von (1614/1619), Johann Mattheson in seinem Buch Der vollkommene Capellmeister von 1739 sowie Johann Joachim Quantz in seinem Versuch einer Anweisung die Flöte traversiere zu spielen von 1752.
Im Syntagma musicum von Michael Praetorius nimmt die Vermittlung der Instrumentation und des Einrichtens von Musik einen großen Raum ein. Die Kantoren ermahnt er, die „Baßgeige“ als Instrument zu spielen, um das Fundament der Schulchöre zu verstärken.
Mattheson erwartet als Qualifikation eines „Musik-Regenten“, dass er „singen, und zwar daß er recht gut singen müsse“. Ferner sollte er das „Clavier“ beherrschen.
Quantz meint: „Ob ein Anführer dieses oder jenes Instrument spiele, könnte allenfalls gleich viel seyn. Weil aber die Violine zum Accompagnement ganz unentbehrlich, auch durchdringender ist, als kein anderes von denen Instrumenten, die am meisten zur Begleitung gebrauchet werden: so ist es besser, wenn er die Violine spielet.“
Friedrich Wilhelm Marpurg vermittelt 1763 die Grundlagen der Schlagtechnik im Musikunterricht der Schüler und lässt diese in den Singübungen einzeln oder in der Gruppe den Takt schlagen: „Damit die Schüler sich desto besser in den Tact finden lernen, so muß man sie selber zum Tactieren führen, und bald diesen, bald bald jenen, bald alle zusammen, zu ihren Aufgaben den Tact mit der Hand geben zu lassen. Es versteht sich aber, daß das Mittactieren der Schüler nur in den Singübungen, nicht aber an öffentlichen Örtern geschicht, wo eine gehörig vorbereitete Musik aufgeführet wird“. Der Takt solle zudem: „deutlich, und ohne Poltern und Lärmen, ohne närrische Gaukeleyen und Lufthiebe, womit sich viele, besonders an öffentlichen Örtern, eine Art von Ansehen geben wollen, den Schülern vorgeschlagen werden“. Auch Mattheson warnt im Capellmeister vor unnützem „Geprügel, Getöse und Gehämmer mit Stöcken, Schlüsseln und Füssen“. Er ist „der Meinung, daß ein kleiner Wink, nicht nur mit der Hand, sondern bloß und alleine mit den Augen und Gebärden das meiste hierbey ausrichten könne, ohne ein großes Federfechten anzustellen“.

## Dirigentinnen

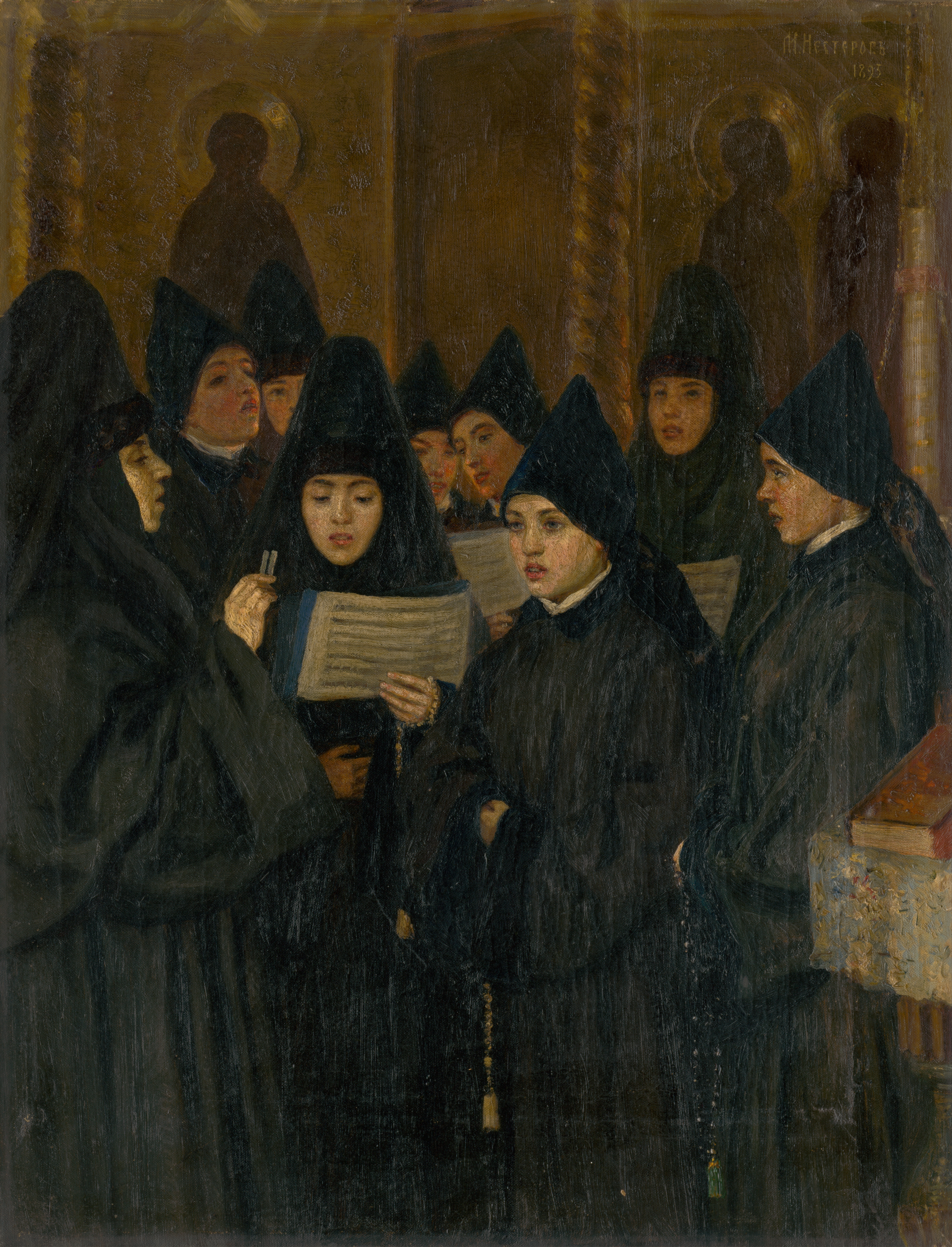
Nonne als Chordirigentin mit Stimmgabel

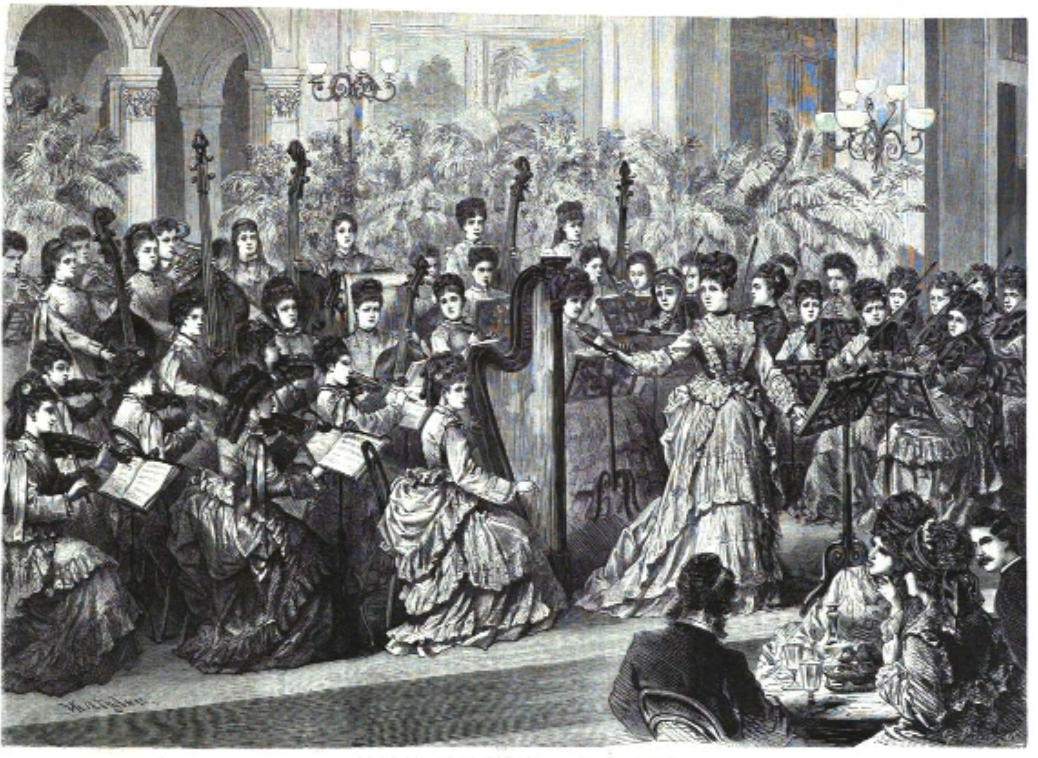
Josephine Weinlich als Dirigentin

Frauen in einer musikalischen Leitungsfunktion beschränkten sich bis in das 20. Jahrhundert weitgehend auf die Musikpflege in Klöstern, Waisenhäusern und Schulen.
Der Theologe Petrus Abaelardus (1079–1142) schreibt in seinem 8. Brief an die Äbtissin Heloisa von einer Vorsängerin („Cantrix“), die die Aufsicht über den Chor und das Notenmaterial hat, die Musikunterricht gibt und die die Sitzplätze im Chor anordnet.
Ende des 16. Jahrhunderts berichtet der Bologneser Patriziers Ercole Bottrigari
von einem Konzert in Ferrara, in dem die Nonne und maestra di concerto Vittoria Raffaella Aleotti mit einem polierten Stab ihr Ensemble dirigierte.
In Venedig wird seit dem 16. Jahrhundert von in karitativen Einrichtungen (ospedali) musizierenden Frauen berichtet. Die figlie di coro (Chortöchter) erhielten an den Waisenhäusern einen mehrjährigen Musikunterricht in Gesang, zwei Instrumenten sowie Unterweisung in Kontrapunkt, Generalbass und Komposition. Die Leitung lag u. a. bei einer maestra di coro (Chormeisterin). Maestre wurden erfahrene Musikerinnen im Alter ab 35 Jahren. Die Konzerte an den Ospedali waren im 18. Jahrhundert eine Attraktion für alle Italienreisenden. Die öffentlichen Darbietungen wurden ausschließlich von Frauen aufgeführt.
Josephine Weinlich gründete 1868 das erste europäische Damenorchester, welches bis 1879 Tourneen unter ihrem Dirigat durch Europa und die USA unternahm. Auf einer Konzertreise übernahm sie auf Initiative ihres Mannes in Lissabon für mehrere Monate die Direktion des dortigen städtischen Orchesters. Für eine Spielzeit im Jahr 1879 übernahm sie auch die Leitung des Orchesters im Lissaboner Teatro de S. Carlos.
Als Nadia Boulanger im Jahr 1938 das Boston Symphony Orchestra dirigierte, brach sie in eine traditionsgemäß männliche Domäne ein. In Deutschland war eine der ersten Orchesterdirigentinnen in den 1970er Jahren Hortense von Gelmini. Ebenfalls in Berlin und in der Schweiz wirkt seit den Siebzigerjahren die italienische Dirigentin und Karajanschülerin Gabriella Carli. Im 20. und 21. Jahrhundert nahm die Zahl der Dirigentinnen deutlich zu. Die Australierin Simone Young war unter anderem von 2005 bis 2015 als Chefdirigentin der Hamburgischen Staatsoper tätig.
Auch einige Komponistinnen des 19. Jahrhunderts dirigierten ihre Werke selbst wie z. B. Aline Hundt, Emilie Mayer oder Cornélie van Oosterzee. Fanny Hensel konnte im Rahmen ihrer halböffentlichen Sonntagsmusiken, die sie selbst veranstaltete, als Dirigentin auftreten.

## Ausbildung in der Gegenwart

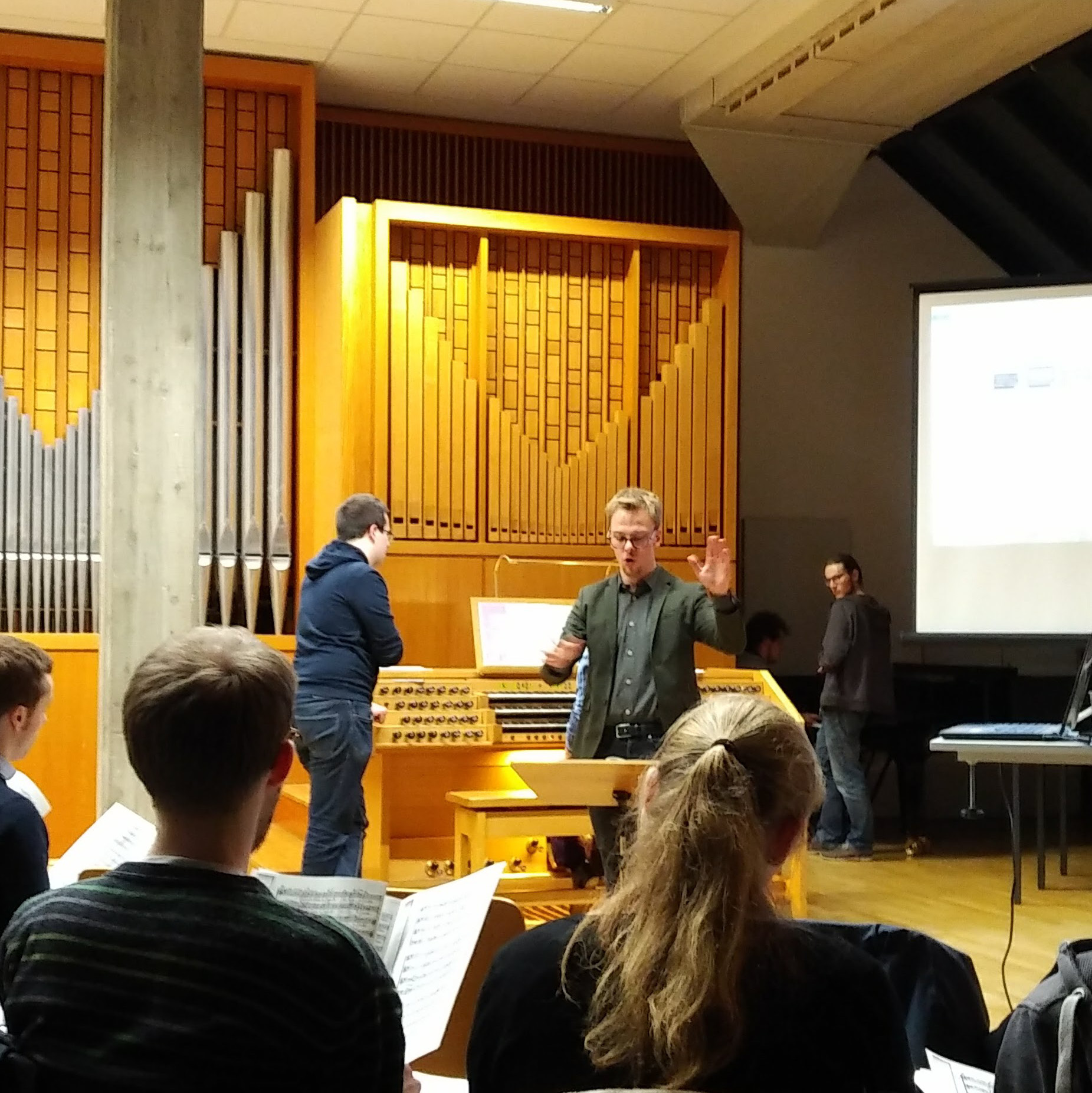
Übungsdirigat an der Musikhochschule Köln

Die professionelle Ausbildung zum Dirigenten findet heute in Deutschland in der Regel an den Musikhochschulen statt. Es werden Studiengänge mit verschiedenen Schwerpunkten angeboten. Die Musikhochschule Köln bietet z. B. Studiengänge für Chordirigieren und Orchesterdirigieren jeweils mit den Abschlüssen Bachelor of Music und Master of Music an. Bei den weiterführenden Studiengängen mit dem Abschluss Master of Music werden die Studiengänge Dirigieren Orchester, Dirigieren Chor und Dirigieren Musiktheater angeboten. Dirigieren ist auch Bestandteil der Ausbildung zum Kirchenmusiker mit den Abschlüssen Bachelor und Master. Der Studienverlaufsplan in der Ausbildung zum Orchesterdirigenten Bachelor of Music sieht in Köln zum Beispiel u. a. folgende Fächer vor: Orchesterdirigieren, Coaching für Dirigenten, Klavierspiel, Partiturspiel, Klavierauszugsspiel, Gesang, Chor, Korrepetition, Historische Musikwissenschaft, Allgemeine Musiklehre, Harmonielehre, Kontrapunkt, Gehörbildung, Formenlehre, Werkanalyse. Für die Eignungsprüfung zum Bachelorstudium werden u. a. folgende Anforderungen gestellt: Vortrag von drei anspruchsvollen Musikstücken auf dem Klavier, Vom-Blatt-Spiel von Klavierauszügen und Orchesterpartituren und Nachweis eines ausgebildeten Gehörs. Gegebenenfalls kann der Vortrag auf einem anderen Instrument mit zur Beurteilung herangezogen werden. In Wien wird bei der Eignungsprüfung zum Orchesterdirigieren zusätzlich noch der Vortrag eines Gesangswerkes erwartet.
Die Universität für Musik und darstellende Kunst Wien erwartet in ihrem Curriculum von den Absolventen des Studienganges Orchesterdirigieren die Fähigkeiten,
- „sich ein Werk in all seinen Facetten umfassend anzueignen und eine eigene, gefestigte gestalterische Vorstellung zu entwickeln“
- „ein Werk einem Ensemble verständlich, effektiv und überzeugend zu vermitteln“
- „in der Aufführungssituation ein Ensemble technisch und musikalisch sicher zu führen, es zu inspirieren und die musikalische Essenz eines Werkes für das Publikum erlebbar zu machen“.

Weiter wird erwartet, dass sie „mit dem Orchesterinstrumentarium vertraut sind und selbst Erfahrung im Spiel eines oder mehrerer Orchesterinstrumente gesammelt haben.“ Martin Behrmann hielt beim Dirigenten das Beherrschen aller Orchesterinstrumente für wünschenswert.
Der Dirigent Philippe Herreweghe äußerte sich 2009 in einem Interview zur Qualifikation eines Dirigenten: „Der ideale Dirigent kann alles: Er ist ein Komponist, kennt die ganze Vergangenheit, singt und spielt Klavier, Geige und Blasinstrumente. Aber das gibt es kaum.“
Ausgeprägte Multiinstrumentalisten unter den Dirigenten des 20. und 21. Jahrhunderts sind selten. Zu nennen wären Ferenc Fricsay, Paul Hindemith und Helmut Kickton.
Der Studienverlaufsplan für das Grundstudium der Evangelischen Kirchenmusik sieht in Köln u. a. folgende Fächer vor: Chorleitung, Chorische Stimmbildung, Kinderchorleitung, Orchesterleitung, Orgelliteraturspiel, Liturgisches Orgelspiel, Gesang, Sprecherziehung, Hymnologie, Klavier, Korrepetition, Generalbass, Partiturspiel, Musiktheorie, Werkanalyse, Instrumentation, Gehörbildung, Historische Musikwissenschaft, Liturgik, Kirchenmusikgeschichte und Orgelbau.
Im Lehramtsstudiengang der Musikhochschule Köln gehört zum Curriculum der Ausbildung das Hauptfach Ensembleleitung. Zu den Inhalten des Faches gehören u. a. Dirigiertechnik, Probenmethodik, Umgang mit Partituren, Anfertigung von Arrangements, Arbeit mit Notationsprogrammen und Sequenzern sowie Stimmbildung. Es werden die Schwerpunkte Vokal Jazz/Rock/Pop, Instrumental Jazz/Rock/Pop, Vokal Klassik und Instrumental Klassik angeboten.
Nebenberufliche bzw. ehrenamtliche Dirigenten erlangen ihre Qualifikation im Allgemeinen durch den Besuch von speziellen Ausbildungslehrgängen, so z. B. in der Blasmusik des sog. C3-Lehrgangs. Oft handelt es sich dabei um entsprechend talentierte und entsprechend erfahrene Musiker, die über eine Position als Registerführer und teilweise auch interne Ausbilder (Instrumentallehrer in Musikvereinen) zum Dirigenten aufsteigen. Je nach Landesverband bzw. Organisationseinheit ist es üblich, dass die entsprechenden untergeordneten Lehrgänge (D1–D3, C1, C2) erfolgreich besucht worden sind.

## Trivia
- Dass Künstliche Intelligenz nicht nur komponieren, sondern auch ein ganzes Orchester dirigieren kann, wurde erstmals im Sommer 2023 in Südkorea unter Beweis gestellt:

„Erstmals hat ein Roboter in Südkorea ein Orchester dirigiert. Der 1,80 Meter große Roboter mit dem Namen "EveR 6" gab sein Debüt am Freitag bei einem Konzert des Koreanischen Nationalorchesters in Seoul. Der Roboter und die mehr als 60 Musiker, die traditionelle koreanische Instrumente spielten, überzeugten das Publikum mit einer perfekten Darbietung.“

Auch anfangs skeptische Konzertbesucher betonten anschließend die „tolle Harmonie“ zwischen dem Roboter und den Musikern.
- Die Bands des Rhythms-of-Resistance-Netzwerks benutzen den Begriff „majestrieren“ statt „dirigieren“ in Anlehnung an den Begriff „Maestro“.

## Fachzeitungen
Von 1924 bis 1930 erschien bei Universal Edition in Wien eine Fachzeitschrift für Dirigenten mit dem Titel Pult und Taktstock. Sie ging in der Musikzeitschrift Anbruch auf.